# Candida oleophila
Candida oleophila is een gist uit de familie Saccharomycetaceae. 
De soort kan de groei van schadelijke schimmels verhinderen op groenten, fruit of sierplanten na de oogst. Het is in het bijzonder geschikt voor de bescherming van fruit (citrusvruchten, appels, abrikozen) tegen Penicillium digitatum en andere penseelschimmels.
Het is commercieel verkrijgbaar in het product Aspire van het Amerikaanse bedrijf Ecogen, Inc. Aspire is in de Verenigde Staten toegelaten sinds 1995. Het is een niet-toxisch product dat over de vruchten wordt versproeid. Het kan op zichzelf gebruikt worden als biologisch bestrijdingsmiddel, ofwel gemengd met een chemisch fungicide zoals thiabendazool.
In de Europese Unie is Candida oleophila stam O vanaf 1 oktober 2013 toegelaten als fungicide. Deze stam, geïsoleerd uit Golden Delicious, is specifiek bedoeld voor de biologische bescherming van appels en peren tegen Penicillium expansum (blauwe schimmel) en Botrytis cinerea (grauwe schimmel). Het is een product van het Belgische bedrijf Bionext, een spin-off van de universitaire faculteit voor landbouwwetenschappen te Gembloers.
Het is ook mogelijk om citroenzuur te produceren uit glucose door fermentatie van een stam Candida oleophila.